# دينيز دوغان
دينيز دوغان (بالتركية: Deniz Doğan)‏ (بالألمانية: Deniz Dogan)‏ هو لاعب كرة قدم تركي وألماني، ولد في 20 أكتوبر 1979 في لوبيك في ألمانيا. لعب مع آينتراخت براونشفايغ ونادي أوسنابروك.

## وصلات خارجية
- دينيز دوغان على موقع الاتحاد الأوربي (الإنجليزية)
- دينيز دوغان على موقع قاعدة بيانات كرة القدم.إي يو (الإنجليزية)
- دينيز دوغان على موقع بيانات كرة القدم. دي إي (الألمانية)
- دينيز دوغان على موقع Soccerway.com (الإنجليزية)
- دينيز دوغان على موقع عالم كرة القدم.نت (الإنجليزية)
- دينيز دوغان على موقع AS.com (الإسبانية)